# Iron Fist Records
Pour les articles homonymes, voir Iron Fist.
Iron Fist Records est un label discographique américain, basé à Détroit, dans le Michigan. Il est fondé en 2004 par le rappeur Proof, fondateur du groupe D12 et collaborateur régulier d'Eminem. Spécialisé dans le hip-hop, le label produit différents projets jusqu'à la mort de Proof en 2006. Le label est dissout, mais certains de ses artistes tels que Ty Farris, ex-membre de Purple Gang, continuent leur carrière.

## Histoire
Proff lance Iron Fist Records en 2005. En juin 2004, Proof publie son single I Miss the Hip Hop Shop, extrait de son prochain nouvel album, Searching for Jerry Garcia. Son premier album solo au label, Searching for Jerry Garcia, est publié le 9 août 2005 ; il atteint la 65e place du Billboard 200, mais ne parvient pas à être certifié,. Proof prévoit par la suite la sortie d'un deuxième album de rap avant d'engager de nouveaux talents de différents genres musicaux, possiblement un groupe de rock. Il explique : « Je vais pas directement revenir sur le rap [...] Je pense recruter un groupe, c'est comme ça que les labels de rap fonctionnent. Ils sortiront du hip-hop jusqu'à la fin, plutôt que d'être un 'label'. »
La même année en 2005, le rappeur Supe signe à Iron Fist Records. Supe explique « By Any Means Necessary était ma première mixtape solo sur Iron Fist Records. Proof était comme un grand frère et un mentor. Publier chez lui, ça veut tout dire pour moi. » Proof et son label Iron Fist Records publient la mixtape Hand 2 Hand:Official Mixtape le 7 mars 2006 en Europe et le 11 avril 2006 aux États-Unis. La mixtape fait participer 27 différent rappeurs et producteurs principalement « underground » originaires de Détroit à l'exception de Chino XL, Proof et Slum Village.
À la suite de la mort de Proof le 11 avril 2006, le président du label, Cleveland Hurd, annonce la sortie d'un album posthume intitulé Time Will Tell à une date indéterminée. En 2010, la mixtape Time a Tell est publiée. Elle est en date la dernière publication du label Iron Fist Records. Quelques semaines avant sa mort, Proof était dans les locaux d'Iron Fist, satisfait des 50 000 exemplaires vendus de son album Searching for Jerry Garcia ; il prévoyait aussi une tournée à l'international avec le DJ de Kid Rock, Paradime.

## Discographie
- 2002 : Proof - Electric Coolaid Acid Testing (mini-album)
- 2004 : Proof - I Miss the Hip Hop Shop (album)
- 2004 : Mu - The Flood (mixtape)
- 2005 : Proof - Grown Man Shit (mixtape)
- 2005 : Proof - Gurls Wit Da Boom (album promotionnel)
- 2005 : Proof - Searching for Jerry Garcia (album)
- 2005 : Purple Gang - Extorsion (mixtape)
- 2005 : Supa Emcee - By Any Means Necessary (mixtape)
- 2005 : Proof - I Killed Spider-Man (mixtape)
- 2006 : Hand 2 Hand (divers)
- 2010 : Proof - Time a Tell